# Jacob Barrett Laursen
Jacob Barrett Laursen (Arden, 17 novembre 1994) è un calciatore danese, difensore dell'Häcken.

## Carriera

### Club
Dal 2013 al 2020 ha giocato nel campionato danese con l'Odense.

### Nazionale
Ha rappresentato la nazionale danese alle Olimpiadi del 2016, dove ha giocato una partita.

## Palmarès

### Club

#### Competizioni giovanili
- Coppa Italia Primavera: 1

Juventus: 2012-2013

#### Competizioni nazionali
- Coppa di Svezia: 1

Häcken: 2024-2025